# Centrodraco pseudoxenicus
Centrodraco pseudoxenicus är en fiskart som först beskrevs av Toshiji Kamohara 1952.  Centrodraco pseudoxenicus ingår i släktet Centrodraco och familjen Draconettidae. Inga underarter finns listade i Catalogue of Life.